# Distretto di Manisa
Il distretto di Manisa (in turco Manisa ilçesi) è stato il distretto centrale della provincia di Manisa, in Turchia. Nel 2012, con l'istituzione del comune metropolitano di Manisa, è stato soppresso e il suo territorio diviso tra i nuovi distretti di Şehzadeler e Yunusemre.